# Pseudobracca rotundimacula
Pseudobracca rotundimacula là một loài bướm đêm trong họ Geometridae.